# Татищев, Николай Дмитриевич
Граф Николай Дмитриевич Татищев (1829—1907) — генерал от инфантерии, герой русско-турецкой войны.
Родился 15 февраля 1829 года в Санкт-Петербурге. Сын отставного подпоручика, управляющего Оренбургской удельной палатой коллежского асессора графа Дмитрия Николаевича Татищева (1796—1851) от брака с Серафимой Ивановной, урождённой Кусовой (1807—1869); внук родоначальника графской ветви Татищевых генерала от инфантерии Николая Алексеевича Татищева. Его братья:  Иван (1830—1913; генерал от инфантерии, член Военного совета, член Государственного совета Российской империи),  Дмитрий (1832—1878; надворный советник) и Сергей (1840—1890; действительный статский советник)

## Военная служба
Образование получил в Школе гвардейских подпрапорщиков и кавалерийских юнкеров.
14 августа 1847 года выпущен прапорщиком в лейб-гвардии Преображенский полк.
В 1849 году (по случаю войны с Венгрией) находился в походе гвардии к западным границам Российской империи и 6 декабря того же года произведён в подпоручики.
Во время Крымской войны Татищев находился в составе войск, охранявших побережье Финского залива под Выборгом.
27 марта 1855 года произведён в штабс-капитаны и 23 апреля назначен командиром роты в Преображенском полку. 6 декабря 1859 года назначен флигель-адъютантом и 14 марта 1862 года зачислен в Свиту Его Величества с отчислением от полка, 17 апреля того же года произведён в капитаны.
16 апреля 1867 года произведён в полковники. 14 октября 1869 года назначен командиром 9-го пехотного Староингерманландского полка.
В 1877 году Татищев со своим полком находился в Болгарии и принимал участие в войне с Турцией. Сражался под Плевной на Гривицком редуте, затем был на рекогносцировках проходов через Балканы и отличился в отряде генерала Карцова при овладении с боя Трояновым перевалом. За отличие при переходе через Балканы Татищев 5 марта 1878 года был награждён орденом св. Георгия 4-й степени
При овладении Троянским перевалом, 26 Декабря 1877 года, командуя 9 пехотным Староингерманландским полком, руководил фронтальною атакою на неприятельскую укрепленную позицию и овладел главным редутом и орудием, с ничтожными для нас потерями.
После перехода через Балканы Татищев дошёл до Адрианополя и оттуда вышел к Эгейскому морю у Александруполиса. Далее он вдоль берега моря совершил рекогносцировку до Галлиполи.

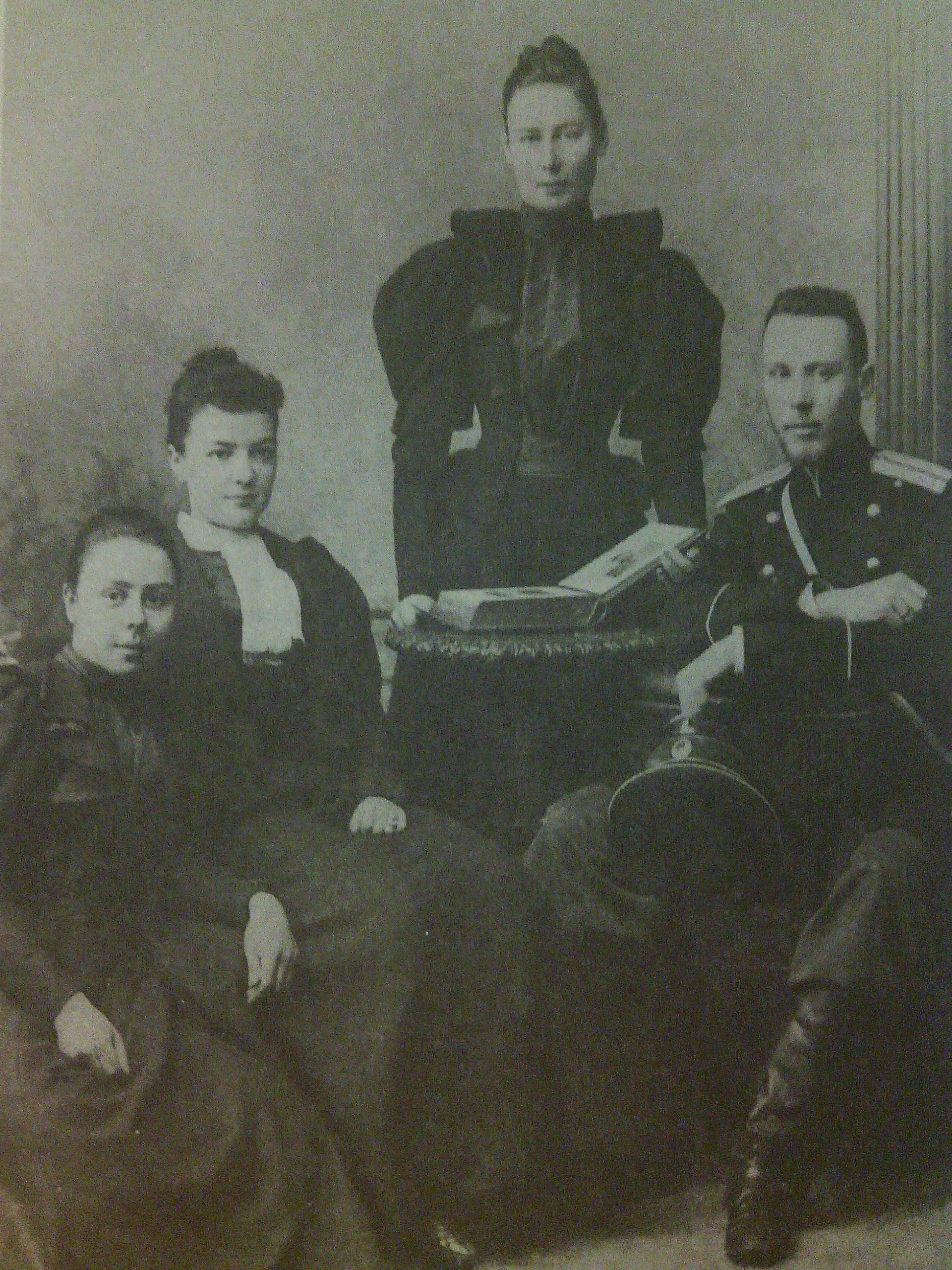
Граф Дмитрий Татищев с женой (вторая слева), и сестрами Наталией и Ниной (стоит)

1 января 1878 года за отличие в делах против турок Татищев был произведён в генерал-майоры с зачислением в Свиту и назначением с 1 марта в распоряжение главнокомандующего действующей армией великого князя Николая Николаевича Старшего. В январе—феврале он временно командовал 1-й бригадой 3-й пехотной дивизии. 17 марта 1878 года он был награждён золотой саблей с надписью «За храбрость». За Плевну он 3 июня 1879 года награждён орденом св. Станислава 1-й степени с мечами.
30 апреля 1878 года Татищев был назначен командиром 2-й бригады 32-й пехотной дивизии, но уже 30 июня, в связи с болезнью, был отчислен от должности командира бригады, с оставлением в свите Его Величества. Без должности Татищев оставался до 28 апреля 1881 года, когда получил в командование 2-ю бригаду 1-й гренадерской дивизии.
30 августа 1890 года Татищев был произведён в генерал-лейтенанты и назначен начальником 29-й пехотной дивизии, а 17 января 1896 года получил чин генерала от инфантерии и вышел в отставку.
Скончался 16 сентября 1907 года.

## Награды
- Орден Святого Станислава 3-й степени (26 августа 1856 года)
- Орден Святой Анны 3-й степени (1864 год)
- Орден Святого Владимира 4-й степени (3 августа 1869 года)
- Орден Святой Анны 2-й степени (27 марта 1872 года)
- Орден Святого Владимира 3-й степени (23 февраля 1875 года)
- Орден Святого Георгия 4-й степени (5 марта 1878 года)
- Золотая сабля с надписью «За храбрость» (17 марта 1878 года)
- Орден Святого Станислава 1-й степени с мечами (3 июня 1879 года)
- Орден Святой Анны 1-й степени (30 августа 1882 года)
- Орден Святого Владимира 2-й степени (30 августа 1886 года)
- Орден Белого орла (17 января 1896 года, при выходе в отставку)

## Семья
Жена (13.11.1866; Ницца) — Анна Михайловна Обухова (1846—1932), дочь пензенского уездного предводителя дворянства Михаила Петровича Обухова и Натальи Фёдоровны, урождённой Левиной. В браке родились:
- Дмитрий (1867—1919, расстрелян) — ярославский губернатор; женат с 12 сентября 1893 года на фрейлине Вере Анатольевне Нарышкиной (1874—1951), сестре генерал-майора К. А. Нарышкина.
- Нина (1869—?) — воспитывалась в Московском Екатерининском институте.
- Наталия (1870—1923) — воспитывалась в Московском Екатерининском институте. С 1914 — служила в Организации помощи беженцам в Москве, с марта 1917 — председатель домового комитета, с 1918 — служила в Отделе кустарной промышленности[2].